# Facocer
Facocerii (Phacochoerus), numiți și porcii cu negi, mistreții de savană, este un gen de mistreți africani (din familia suidelor) cu botul mare și turtit și cu colții curbați, care trăiesc în savanele africane, la sud de Sahara. Se cunosc două specii: facocerul etiopian (Phacochoerus aethiopicus) și facocerul african (Phacochoerus africanus); ambele specii erau în trecut incluse într-o singură specie Phacochoerus aethiopicus.
Au un corp greoi, dar sunt buni alergători. Lungimea cap + trunchi este de 1,2-1,5 m; coada  0,4-0,5 m; înălțimea la greabăn 0,6-0,8 m; au o greutatea de 75-150 kg. Colții superiori și inferiori sunt bine dezvoltați și curbați înapoi, iar pe laturile capului și sub ochi masculul are o serie de formațiuni dermo-musculare cu aspect de negi mari. Pe marginea de jos a obrajilor se află franjuri de peri albi. Părul de pe corp este foarte aspru, scurt și rar, cu excepția liniei dorsale unde părul este lung și formează o coamă subțire de la cap până la coadă. Culoarea pielii și a părului este cafeniu-negricioasă la adulți și roșcat-cafenie la pui. Au o vedere slabă, care este compensată de acuitatea simțurilor mirosului și auzului.
Umblă ziua și se odihnesc noaptea. Masculii (vierii) trăiesc izolați, iar scroafele stau grupate, câte 2-3 la un loc cu puii lor de la ultima fătare.  Nu sunt agresivi, dar pentru a se apăra pot să-și sfâșie dușmanul cu marginile tăioase ale colților, dar de cele mai multe ori, fug  de dușmani și se adăpostesc în galeriile săpate de porcii furnicari (Orycteropus). Când merg, coada le atârnă mlădioasă, dar în fugă o țin vertical, cu smocul de peri din vârf în sus. Ating în fugă o viteza de 47 km/oră. Se hrănesc cu ierburi, rădăcini, fructe, semințe și lăstari; nu sapă pământul cu râtul, așa cum fac alți porci sălbatici, ci îl răscolesc cu colții. Când culeg hrana de pe sol, se așează în genunchi. Împerecherea are loc în mai-iunie, iar în octombrie-noiembrie, după o gestație de 171-175 de zile, femelele fată câte 2-4 pui.
Carnea facocerilor este foarte gustoasă și din această cauză băștinașii i-au vânat foarte mult. Spre deosebire de alți mistreți din Africa, facocerii nu produc pagube importante în terenurile cultivate. Facocerii sunt purtători latenți ai virusului pestei porcine africane, acest virus provoacă o boală de temut a porcilor domestici, pesta porcină africană.